# Schulzia crinita
Schulzia crinita är en flockblommig växtart som först beskrevs av Pall., och fick sitt nu gällande namn av Spreng.. Schulzia crinita ingår i släktet Schulzia och familjen flockblommiga växter. Inga underarter finns listade i Catalogue of Life.